# The Real Glory
The Real Glory (en España La jungla en armas, en Hispanoamérica Sangre de valientes) es una película de aventuras estadounidense de 1939, realizada por Henry Hathaway. 

## Argumento
Una revuelta de la población musulmana hace que el ejército norteamericano en Manila se preocupe por el asunto. Sin poder enviar ejércitos, se decide llevar especialistas para la región, para enseñar a los nativos a defenderse. Son enviados el capitán George Manning (Russell Hicks), que conoce el territorio; el capitán Steve Hartley (Reginald Owen), el mejor instructor en el activo; el teniente Swede Larson (Broderick Crawford), que nunca desobedece una orden; y el teniente McCool (David Niven), que nunca ha obedecido mucho, pero que es el mejor en las Filipinas. 
También está el teniente Bill Canavan (Gary Cooper), un médico de la marina, que tiene como función mantener los otros cuatro vivos. Rafael (Charles Waldron), un sacerdote que siempre vivió en la región en conflicto, pide al coronel Hatch (Roy Gordon) que el ejército no deje Mysang, pues están en peligro desde que Alipang (Tetsu Komai), el principal jefe, unió a todas las tribus en Mindanao. 
Alipang espera la partida de los ejércitos para que los indígenas desciendan a las costas y ataquen la región. Hatch acaba muriendo por un terrorista suicida. El próximo comandante, Manning, acaba por tener el mismo fin. Entonces Hartley asume el mando, pero él esconde algo: por una enfermedad se está quedando ciego.

## Reparto
- Gary Cooper (Dr. Bill Canavan)
- David Niven (Teniente Terence McCool)
- Andrea Leeds (Linda Hartley)
- Reginald Owen (Capitán Steve Hartley)
- Broderick Crawford (Teniente Swede Larson)
- Kay Johnson (Mabel Manning)
- Russell Hicks (Capitán George Manning)
- Vladimir Sokoloff (Datu)
- Benny Inocencio (Miguel)
- Charles Waldron (Padre Rafael)
- Rudy Robles (Teniente Yabo)
- Tetsu Komai (Alipang)
- Roy Gordon (Coronel Hatch)
- Henry Kolter (General)